# Mega Mindy Jetski
Mega Mindy Jetski is een jetski waterattractie in het Belgische attractiepark Plopsaland Belgium. Het is een Jet Skis van de Duitse fabrikant Zierer en werd geopend op 22 maart 2008.
Bezoekers nemen plaats in een van de negen jetski's. In elke jetski passen er twee personen waarvan maximaal één volwassene.
Tijdens de rit draaien de jetski's rond een platform en kunnen bezoekers met een stuur dichter en verder van dit platform varen. Het is ook mogelijk anderen nat te maken door abrupt van richting te veranderen. De minimumlengte bedraagt 1 meter. Tot 1 meter 20 dient men begeleid te worden door een persoon van minstens 15 jaar.
Samen met de De Vliegende Fietsen is de attractie gethematiseerd naar Mega Mindy, een programma van Studio 100.

## Trivia
- In 2017 opende Plopsa in Holiday Park een attractie van hetzelfde type. De Duitse versie is gethematiseerd naar reddingsboten en heet "Beach Rescue".

Afbeeldingen